# Грін-Банк (Західна Вірджинія)
Грін-Банк (англ. Green Bank) — переписна місцевість (CDP) в США, в окрузі Покахонтас штату Західна Вірджинія. Населення — 141 особа (2020).

## Географія
Грін-Банк розташований за координатами 38°25′36″ пн. ш. 79°50′4″ зх. д. / 38.42667° пн. ш. 79.83444° зх. д. (38.426693, -79.834576).  За даними Бюро перепису населення США в 2010 році переписна місцевість мала площу 8,48 км², уся площа — суходіл.

## Демографія
Згідно з переписом 2010 року, у переписній місцевості мешкали 143 особи в 61 домогосподарстві у складі 33 родин. Густота населення становила 17 осіб/км².  Було 89 помешкань (10/км²).
Расовий склад населення:
| - 97,2 % — білих - 0,7 % — корінних американців |

До двох чи більше рас належало 2,1 %. Частка іспаномовних становила 3,5 % від усіх жителів.
За віковим діапазоном населення розподілялося таким чином: 26,6 % — особи молодші 18 років, 54,5 % — особи у віці 18—64 років, 18,9 % — особи у віці 65 років та старші. Медіана віку мешканця становила 48,5 року. На 100 осіб жіночої статі у переписній місцевості припадало 113,4 чоловіків;  на 100 жінок у віці від 18 років та старших — 105,9 чоловіків також старших 18 років.
Середній дохід на одне домашнє господарство  становив 63 609 доларів США (медіана — 60 625), а середній дохід на одну сім'ю — 68 841 долар (медіана — 63 750). За межею бідності перебувало 48,9 % осіб, у тому числі 71,3 % дітей у віці до 18 років та 0,0 % осіб у віці 65 років та старших.
Цивільне працевлаштоване населення становило 71 осіб. Основні галузі зайнятості: мистецтво, розваги та відпочинок — 38,0 %, освіта, охорона здоров'я та соціальна допомога — 28,2 %, сільське господарство, лісництво, риболовля — 15,5 %, інформація — 5,6 %.